# Yoshiaki Kinoshita
Yoshiaki Kinoshita (ur. 10 marca 1956 w Fukuoce) – japoński prezes Toyota Motorsport GmbH.

## Życiorys
Yoshiaki Kinoshita rozpoczął pracę w 1978 roku jako inżynier silnika R&D w Toyota Motor Corporation. Od 1989 roku był odpowiedzialny za programy 24h Le Mans i Rajdowych Mistrzostw Świata. W 1996 roku awansował na stanowisko wiceprezesa Toyota Racing Development w Champ Car. Od 2004 roku pracował w Toyota Motor Corporation, gdzie był dyrektorem generalnym dywizji sportów motorowych. Od 2005 roku pełnił także funkcję wiceprezesa wykonawczego w Toyota Motorsport GmbH, a w 2010 roku został jej prezesem.